# Jörg Ganzenmüller
Jörg Ganzenmüller, né en 1969 à Augsbourg, est un historien allemand.

## Biographie
Jörg Ganzenmüller étudie entre 1992 et 1999 l'histoire contemporaine, l'histoire de l'Europe centrale et les sciences politiques à l'université de Fribourg-en-Brisgau. Il soutient sa thèse de doctorat en 2003 sur Das belagerte Leningrad: Eine Großstadt in der Strategie von Angreifern und Verteidigern (Léningrad assiégée : une métropole dans la stratégie de ses attaquants et défenseurs). Son travail de recherche permet de replacer la mort d'environ un million de victimes, à Léningrad entre 1941 et 1944, dans le cadre d'une guerre d'anéantissement et d'un plan de la faim menés par l'Allemagne. Ganzenmüller qualifie dans le quotidien Zeit le siège de Léningrad de génocide silencieux.
De 2004 à 2010, Ganzenmüller travaille à l'université d'Iéna. Il y soutient sa thèse d'habilitation, portant sur la violence d'Etat russe et la noblesse allemande, en 2010. Ses thèmes de recherche sont la politique d'anéantissement nazie pendant la seconde guerre mondiale, le stalinisme en URSS, la mémoire du stalinisme et du nazisme en URSS et en Russie post-soviétique, l'étude comparée des dictatures européennes, et les relations russo-polonaises. Il est depuis 2014 le président de la Fondation Ettersberg, qui soutient la recherche sur les dictatures européennes, en particulier celle de la République démocratique allemande.

## Publications
- Das belagerte Leningrad 1941 bis 1944. Die Stadt in den Strategien von Angreifern und Verteidigern. Schöningh, Paderborn u.a. 2005,  (ISBN 3-506-72889-X). 2. Auflage 2007,  (ISBN 978-3-506-72889-0).
- Nebenkriegsschauplatz der Erinnerung. Die Blockade Leningrads im Gedächtnis der Deutschen. In: Osteuropa. 55, Heft 4-6, 2005, S. 135–147.
- Ordnung als Repräsentation von Staatsgewalt: Das Zarenreich in der litauisch-weißrussischen Provinz (1772–1832). In: Jörg Baberowski, David Feest, Christoph Gumb (Hrsg.): Imperiale Herrschaft in der Provinz. Repräsentationen politischer Macht im späten Zarenreich. Frankfurt am Main, New York 2008, pp. 59–80.
- Identitätsstiftung und Trauerarbeit. Sowjetische Kontinuitäten in der russischen Erinnerung an die Belagerung Leningrads. In: Lars Karl, Igor Polianski : Geschichtspolitik und Erinnerungskultur im neuen Russland. Göttingen 2009, pp. 271–285.
- mit Beate Fieseler (Hrsg.): Kriegsbilder. Mediale Repräsentationen des Großen Vaterländischen Krieges. Klartext, Essen 2010,  (ISBN 978-3-8375-0094-3)
- Russische Staatsgewalt und polnischer Adel : Elitenintegration und Staatsausbau im Westen des Zarenreiches (1772–1850)  Cologne, Weimar, Vienne 2013,  (ISBN 978-3-412-20944-5).
- Stalins Völkermord? Zu den Grenzen des Genozidbegriffs und den Chancen eines historischen Vergleichs. In: Sybille Steinbacher : Holocaust und Völkermorde. Die Reichweite des Vergleichs. Campus, Frankfurt a. M., New York 2012,  (ISBN 978-3-593-39748-1), pp. 145-166.
- mit Raphael Utz (Hrsg.): Sowjetische Verbrechen und russische Erinnerung. Orte - Akteure - Deutungen. De Gruyter/Oldenbourg, Munich 2014,  (ISBN 978-3-486-74196-4).